# Hugh Ray
Hugh L. „Shorty“ Ray (* 21. September 1884 in Highland Park, Illinois; † 16. September 1956) war ein US-amerikanischer American-Football-Schiedsrichter in der National Football League (NFL).

## Leben
Ray besuchte nach der Highschool die University of Illinois. Im Anschluss unterrichtete er an einer Highschool in Chicago technisches Zeichnen und war zudem Trainer und Schiedsrichter mehrerer Sportarten. 

## Karriere

### College Football
Vor dem Einstieg in die NFL arbeitete er als Schiedsrichter im College Football in der Big Ten Conference.

### National Football League
1938 wurde er auf Bitten von George Halas von der National Football League als Schiedsrichter engagiert, eine Stelle, die er bis 1952 innehatte. In dieser Zeit führte er wichtige Änderungen im Schiedsrichterwesen ein. So wurden die Regeln überarbeitet und das Wissen der Schiedsrichter regelmäßig überprüft. Zudem wurde ein Situationsbuch eingeführt, welche den Schiedsrichtern vorschreibt, was bei welcher Situation zu tun ist. Dieses System wird auch heute noch verwendet. Er verstarb 1956 und wurde zehn Jahre später als bislang einziger Schiedsrichter in die Pro Football Hall of Fame aufgenommen.